# Anomalie d'Uhl

Cœur normal

Décrite en 1952, l'anomalie d'Uhl est une cardiopathie congénitale caractérisée par l’absence partielle ou totale de cellules musculaires myocardiques (myocarde) dans la paroi libre du ventricule droit.
Les termes de maladie de Uhl, malformation de Uhl, ventricule droit papyracé ou cœur parcheminé font référence à la même entité. 
Son incidence serait de 1 pour 100 000 naissances.
C'est une malformation exceptionnelle (83 cas recensés en 1993 depuis la première description), probablement souvent confondue avec une autre malformation du ventricule droit d’individualisation plus récente, la dysplasie ventriculaire droite arythmogène.
La cause de cette anomalie reste incertaine. L’hypothèse la plus récente mettrait en cause un phénomène d'apoptose cellulaire, normal lors du développement fœtal mais excessif dans cette malformation et qui détruirait électivement les cellules myocardiques de la paroi libre du ventricule droit. Expérimentalement, des lésions comparables du ventricule droit ont pu être observées après une infection par virus Coxsackie B3.
Cette malformation est responsable d'une insuffisance ventriculaire droite majeure apparaissant dès les premières semaines de vie (et probablement dès la vie utérine), presque constamment mortelle à brève échéance sans tentative de cure chirurgicale.

## Historique
La première observation est souvent attribuée à Osler qui, en 1905, décrit à l’autopsie d’un homme âgé de 40 à 50 ans un cœur dont les parois très fines étaient semblables à du parchemin. Cependant une nouvelle étude de la pièce anatomique (conservée au musée de Berlin) pratiquée en 1948 par le Dr Harold N Segall montre qu’en fait les parois de ce cœur conservaient des cellules musculaires et que l’amincissement concernait l’ensemble des parois, auriculaires comme ventriculaires. 
Il semble donc bien que l’observation princeps soit celle faite par Uhl lors d'une autopsie pratiquée en 1949 sur un enfant de 8 mois et publiée en 1952. La même année, Castleman et Towne rapportent une observation semblable chez l’adulte. Tous deux décrivent une perte de tissu myocardique responsable d'un amincissement extrême des parois du ventricule droit qui ne conservent que de rares fibres musculaires. Dans les deux cas, il n'est pas observé de processus inflammatoire, comme dans une myocardite, ou de lésion coronaire qui auraient pu expliquer la destruction du myocarde.
En 1979, Fontaine et al. décrivent une autre entité, la dysplasie arythmogène du ventricule droit (DAVD), caractérisée par des anomalies localisées du myocarde du ventricule droit, qui est remplacé par des tissus fibreux et graisseux. La DAVD, bien que rare, semble nettement plus fréquente que l’anomalie d’Uhl et il est probable que plusieurs cas d’anomalie d’Uhl rapportés avant 1980 aient été en fait des observations de dysplasie arythmogène, surtout quand elles concernaient des adultes.

## Diagnostic

### Anténatal

#### Aspects échographiques avant la naissance
On ne retrouve dans la littérature que quatre observations de diagnostic prénatal de cette affection, toutes sujettes à caution car sans confirmation anatomo-pathologique,,,.
Le principal signe échographique est la découverte d'un ventricule droit dilaté, aux parois fines et hypokinétiques avec une disparition des trabéculations observées normalement (ref 11). Il s’y associe souvent une insuffisance de la valve tricuspide secondaire à une dilatation de l’anneau.

Avant de retenir ce diagnostic, il faut éliminer les autres causes (plus fréquentes) de dilatation du ventricule droit, en premier lieu :
- une anomalie d'Ebstein mais l'appareil valvulaire tricuspide est en place normale;
- une sténose pulmonaire sévère ou une atrésie pulmonaire, responsables d'une souffrance avec dilatation secondaire du ventricule droit.
- un obstacle gauche sévère, sténose valvulaire aortique, hypoplasie de l'aorte, coarctation de l'aorte ou hypoplasie du ventricule gauche, qui provoquerait un passage préférentiel du sang vers les cavités droites avec dilatation secondaire de celles-ci. Dans l'anomalie d'Uhl, le cœur gauche, bien que petit, conserve une morphologie et une fonction normale;
- en théorie, il faut également éliminer un retour veineux pulmonaire anormal total, mais cette anomalie ne provoque pas de dilatation importante du ventricule droit chez le fœtus en raison de la relative modicité de la circulation pulmonaire à cette période de la vie. Il conserve par ailleurs une cinétique normale.

#### Gestion de la grossesse
Tous les cas rapportés jusqu'à présent (2008) ont conduit à une interruption médicale de grossesse, décidée moins sur l’annonce du diagnostic (qui ne reste qu’une hypothèse) que sur la dégradation rapide de l’hémodynamique fœtale observée lors d’échographies répétées. 

### Postnatal
Les signes de cette maladie sont une insuffisance cardiaque droite sans particularité parfois associés à des troubles de la conduction intracardiaque ou à des troubles du rythme, ventriculaires ou supraventriculaires. Ces derniers sont particulièrement mal supportés car, dans cette affection, c’est l’oreillette droite qui assure seule la fonction pompe du cœur droit.
La radiographie montre une cardiomégalie (cœur dilaté) considérable, le cœur occupant la majeure partie du thorax avec un rapport cardio-thoracique supérieur à 0.70.
L'échographie cardiaque retrouve les mêmes signes qu'au cours de l'échographie anténatale.
La tomodensitométrie radiologique ou l’imagerie par résonance magnétique permettent une analyse plus détaillée de l’extension des lésions anatomiques et de leur nature.
Cette anomalie est probablement responsable d’un certain nombre de décès mal expliqués survenus dans la période péri- ou néonatale.

### Diagnostic différentiel
Des études sur l'anomalie d'Uhl ont montré qu'elle était une entité bien différente de la dysplasie ventriculaire droite arythmogène de par ses critères morphologique et clinique, de par l'histoire familiale, le sexe, l'âge de découverte, la présentation clinique, le facteur exercice physique dans les décès, les anomalies associées, l'étiologie, la physiopathologie.

## Traitement

### Le traitement médical
C’est celui de toute insuffisance cardiaque et éventuellement des troubles du rythme. Seul, il est insuffisant et uniquement palliatif.

### Le traitement chirurgical
Diverses interventions ont pu être proposées, avec un succès variable. En raison de la rareté de cette anomalie, ces interventions sont le plus souvent pratiquées “à l’unité” et nous ne disposons d’aucune série comparative. Leur objectif est :

- soit de soulager le ventricule droit en détournant le circuit veineux par création d’une dérivation cavo-pulmonaire partielle ou totale;

- soit de renforcer la paroi déficiente du ventricule droit par le procédé de cardiomyoplastie mis au point par l’équipe du Pr Carpentier, associé à une valvuloplastie tricuspidienne visant à corriger l’insuffisance de cette valve.

- Enfin il a pu être proposé une transplantation cardiaque (ref 12).

## Devenir des enfants
Le pronostic spontané ou sous traitement médical seul est péjoratif à court ou moyen terme puisque la moitié des enfants décèdent avant l'âge de 15 ans. Historiquement, quelques observations ont été rapportées chez l’adulte, certaines témoignant d’une survie prolongée voire de la possibilité de grossesses répétées mais il n'est pas exclu qu'il s'agisse en fait de dysplasie du ventricule droit, pathologie  plus fréquemment rencontrée chez l'adulte.

## Conseil génétique
L’éventuelle mutation génétique à l'origine de cette pathologie n’est pas connue.

## Sources
- (en) Leon Gerlis Uhl's anomaly Orphanet Encyclopediae January 2003
- (en) Uhl's Anomaly. Differential Diagnosis and Indication for Cardiac Transplantation in an Infant